# 阿拉甫乡

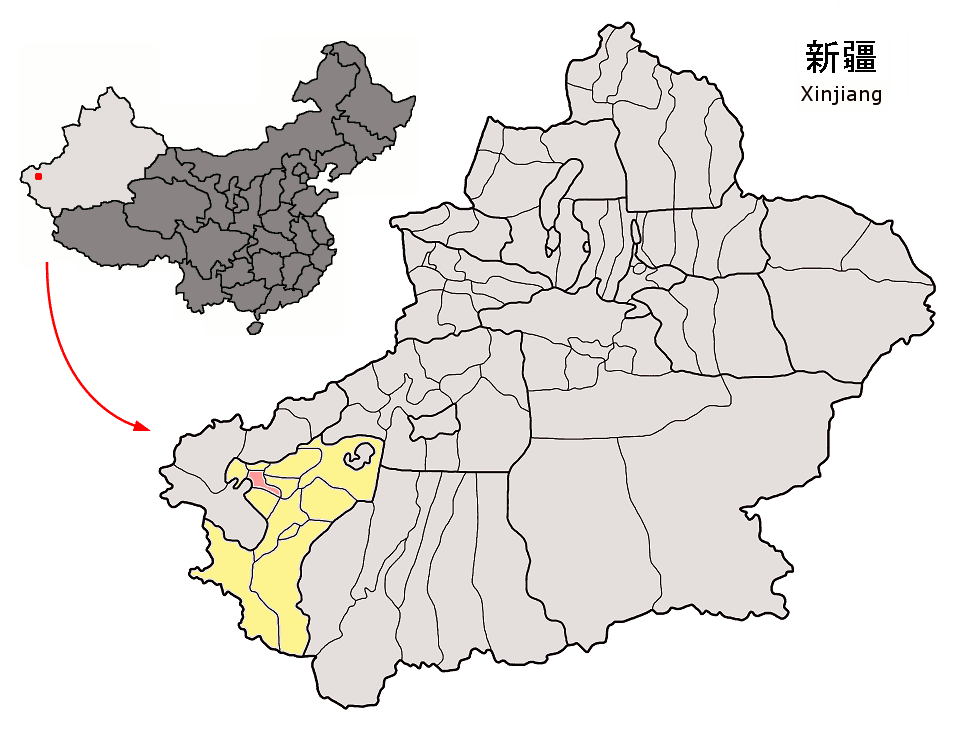
喀什地区（黄色）疏勒县（粉红色）位置

阿拉甫乡（維吾爾語：ھاراپ يېزىسى‎，拉丁维文：Harap yézisi）是中华人民共和国新疆维吾尔自治区喀什地区疏勒县下辖的一个乡镇级行政单位。

## 行政区划
阿拉甫乡下辖以下地区：
阿亚克吉勒尕一村、尤库日吉勒尕二村、依来克博依三村、皮山麻扎四村、塔木古鲁克五村、吾斯塘博依六村、喀尔勒库木七村、加依麻扎八村、赞比里塔亚克九村、依哥达斯坦十村、尤喀克阿拉甫十一村、托玛艾日克十二村、果吉力巴格十三村和阿亚克阿拉甫十四村。